# Карабуйрат
Карабуйрат (каз. Қарабұйрат, до 1993 г. — Новотроицкое) — аул в Урджарском районе Абайской области Казахстана. Входит в состав Салкынбельского сельского округа. Код КАТО — 636481300.

## Население
В 1999 году население аула составляло 524 человека (264 мужчины и 260 женщин). По данным переписи 2009 года, в ауле проживали 463 человека (226 мужчин и 237 женщин).